# Psectrocladius curvicalcar
Psectrocladius curvicalcar är en tvåvingeart som beskrevs av Maurice Emile Marie Goetghebuer och Lenz 1950. Psectrocladius curvicalcar ingår i släktet Psectrocladius och familjen fjädermyggor.
Artens utbredningsområde är Tyskland. Inga underarter finns listade i Catalogue of Life.